# Jeti Perl
Jeti Perl (енгл. Jetty Pearl; 27. maj 1921 — 22. avgust 2013) bila je holandska pevačica. Vrhunac karijere je imala 1950-ih i 1960- ih.

## Karijera
Rođena je u Amsterdamu kao Henrieta Naneta Perl. Većinu života je provela u Londonu gdje se sa porodicom iselila u Drugom svjetskom ratu. 1956. godine u Luganu postaje prva osoba koja predstavalja Holandiju na Pesmi Evrovizije, odnosno prva osoba koja je nastupila na Evroviziji. Nastupila je sa pesmom „De Vogels Van Holland” (Ptice Holandije). Njen plasman na Evroviziji nikad nije objavljen.

## Smrt
Umrla je u Amstelvinu 2013. godine u 92. godini života.

## Spolašnje veze
- Jeti Perl на веб-сајту  (језик: енглески)